# El Rincón, Jilotlán de los Dolores
El Rincón är en ort i Mexiko.   Den ligger i kommunen Jilotlán de los Dolores och delstaten Jalisco, i den södra delen av landet, 400 km väster om huvudstaden Mexico City. El Rincón ligger 961 meter över havet och antalet invånare är 125.
Terrängen runt El Rincón är huvudsakligen kuperad, men åt sydväst är den bergig. Runt El Rincón är det glesbefolkat, med 10 invånare per kvadratkilometer. Närmaste större samhälle är San Francisco, 13,4 km sydost om El Rincón. I omgivningarna runt El Rincón växer huvudsakligen savannskog.